# تادئوس اکسرجیان
تادئوس اکسرجیان (ارمنی: Թադեոս Էքսերճյան; انگلیسی: Tatyos Ekserciyan; ‏۱ ژانویهٔ ۱۸۵۵ – ۱۶ مارس ۱۹۱۳) یک آهنگساز سرشناس ارمنی‌تبار امپراتوری عثمانی در زمینه موسیقی کلاسیک ترکی بود.

## زندگی‌نامه
تادئوس افندی در سال ۱۸۵۶ در محله اورتاکوی کنستانتینوپل در یک خانواده ارمنی به دنیا آمد. پدر وی موناکیان نوازنده کلیسای ارمنی اورتاکوی بود. و در آرامستان ارامنه قاضی‌کوی (tr) به خاک سپرده شد.